# 國際民俗舞蹈
國際民俗舞蹈（或稱國際土風舞、世界民族舞蹈、世界民俗舞蹈）是一種由同一群舞者跳不同民族族群舞蹈的舞蹈類型，通常是娛樂性質的社團。跳舞的目的是為了娛樂或表演，通常舞蹈所考慮的是各族群舞蹈的文化傳統。國際民俗舞蹈不需要任何特定族群的成員。
國際民俗舞蹈有多種目的，通常是保存文化、娛樂或表演。社團舞蹈目的不同，所選擇的舞蹈也不同。以娛樂為目的的社團所選擇的舞蹈通常都偏向於個人的喜好。而以表演為目的的社團所選擇的舞蹈通常都偏向於具有舞台效果的舞蹈，這些舞蹈通常需要高度的技巧及明顯的肢體動作。不過，娛樂與表演也是有重疊的部分，以上兩類的舞者通常也注重舞蹈文化的保存。

## 歷史
國際民俗舞蹈起源於20世紀初美國的移民社區。各國傳統舞蹈，如branles、polkas、quadrilles等，一直在國際上傳承了幾百年。然而國際民俗舞蹈是由一位立陶宛裔美籍人Vytautas Beliajus創立的，他在1930年代不斷的學習、教導、表演各國傳統民俗舞蹈。其他知名教師包括Michael Herman、Mary Ann Herman、Jane Farwell、Dick Crum。
國際民俗舞蹈已發展成一個大型舞者的社群，橫跨美國、歐洲、加拿大、日本、澳洲和其他國家。每年舉辦許多舞蹈節慶、舞蹈營隊或聘請教師講習各個舞蹈傳統。這些社群通常討論的是歐洲舞，但也包括來自世界各地的舞蹈：歐洲、非洲、南北美洲、中東、遠東、澳大利亞和南太平洋。

## 衝突
國際民俗舞蹈社群中存在著分歧。最大的分歧在於舞蹈應該怎麼呈現。舞者們普遍認為：一、舞者在舞蹈傳統上，堅持盡可能貼近原始風格的舞蹈；二、應該允許國際民俗舞蹈演變，每個國際民俗舞蹈社團的舞蹈風格是可以自行修改的。

## 在台灣的國際民俗舞蹈
在台灣的國際民俗舞蹈社團或土風舞社團所跳的舞蹈皆是屬於此種類型的舞蹈。台灣的國際民俗舞蹈濫觴可以追溯到西元1957年李凱．荷頓先生來台訪問開始。在此次來台訪問介紹了包括水舞及鐘聲舞等將近30餘支土風舞舞碼，開創台灣土風舞運動的風氣。隨後有楊昌雄先生等，經由救國團營隊活動推廣，並採用本土流行歌曲發表自編舞蹈，造成於社區媽媽土風舞班之風行；有張慶三先生等專研東歐波蘭地區舞蹈，舉辦亞洲土風舞營，招收各校土風舞社精英，創辦弦歌國際民俗表演舞團，受邀參與各縣市文化教育單位之邀演及年度公演活動至今；現已分別成立中華民國土風舞全國總會，中華民國國際民俗舞蹈協會，以公協會方式持續推廣。
在台灣的舞蹈營隊
- 弦歌國際民俗表演舞團
- 汎亞舞蹈營[3]
- 亞洲土風舞營
- 傳巡舞蹈營[3]
- 奧羅舞團
- 以色列＆巴爾幹舞蹈研習營[4]
- 世界之舞研習營[5]
- 台灣之舞研習營[5]

在台灣的各類土風舞
以下列出土風舞聯歡場上，常出現的各種舞蹈及類別下的舞碼舉例：
- 中國舞 - 相思比夢長、冬季到台北來看雨
- 以色列舞 - 停不了、猶太情侶
- 西班牙舞 - 帕索帕索、巴士登之舞
- 匈牙利舞 - 匈牙利女子圓環舞、杜拿托里跳躍舞、快速夏得西
- 義大利舞 - 表演會鈴鼓舞
- 俄國舞 - 卡馬倫斯卡
- 波蘭舞 - 尋夢舞、奧貝雷克
- 墨西哥舞 - 帽子舞
- 美國舞 - 最後華士
- 日本舞 - 難忘的今天
- 保加利亞舞 - 蕭波斯哥
- 亞美尼亞舞 - 哈尼那、亞美尼亞王子、春日時光
- 巴爾幹地區舞 - 重踏圓環舞
- 阿爾卑斯山區舞 - 擊鞋蘭德勒
- 爵士舞 - 一路順風
- 自編舞 - 天地人、夏威夷情歌
- 德國舞 - 四拍子擊鞋
- 印度舞 - 巴恩格拉、旅程
- 羅馬尼亞 - 山谷之歌
- 烏克蘭 - 烏克蘭小品
- 馬其頓 - 天域斯高、南國之詩、溫泉山莊、貝羅卡、扎拉摩
- 斯洛伐克 - 雷斯雷貝斯撲克、斯卡簡拿撲克、卓貝卡雙人舞
- 捷克 - 歡樂撲克、拉斯哥圓環